# Пашино (Мордовия)
Пашино — посёлок в Атяшевском районе Республики Мордовия. Входит в состав Атяшевского сельского поселения.

## География
Расположено на реке Излань.

## История
В «Списке населённых мест Симбирской губернии за 1863» Пашино владельческая деревня из 17 дворов входящая в состав Ардатовского уезда. Назван по фамилии владельца Пашкова.

## Население
| 2002 | 2010 |
| ---- | ---- |
| 3    | ↘0   |

Национальный состав
Согласно результатам Всероссийской переписи населения 2002 года, в национальной структуре населения русские составляли 67 %, мордва-эрзя — 33 %.